# Chioma Antoinette Umeala

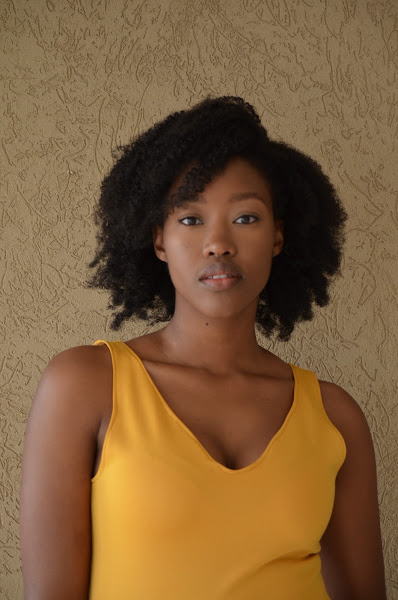
Chioma Antoinette Umeala (2021)

Chioma Antoinette Umeala (* 17. Juli 1996 in Johannesburg, Gauteng) ist eine südafrikanisch-nigerianische Schauspielerin, Tänzerin und Model.

## Leben
Umeala wurde am 19. Juli 1996 in Johannesburg geboren, wo sie auch aufwuchs. Sie begann während ihrer Zeit an der High School mit dem Schauspiel und strebte den Beruf der Schauspielerin an. Ihre Ausbildung erhielt sie 2017 an der AFDA und 2018 an der Indigo View Academy for Advanced Actors. Nach Projekten in Studentenfilmen verkörperte sie von 2020 bis 2021 in insgesamt 19 Episoden der Fernsehserie Isono die Rolle der Pastorentochter Ayo Makinde, die eine Liebesbeziehung mit Gabriel Ndlovu, eine der Hauptrollen gespielt von Bohang Moeko, beginnt. In diesem Zeitraum erfolgte ein Fotoshooting mit Reze Bonna, dessen Fotos in den Magazinen Vogue Italia, GQ – Gentlemen’s Quarterly oder auch Architectural Digest veröffentlicht wurden. Mitte 2022 wurde bekannt, dass sie im Netflix Original One Piece die Rolle der Nojiko, Adoptivschwester von Nami gespielt von Emily Rudd, übernehmen wird. 2022 wirkte sie im Film The Woman King in der Rolle der Tara mit.

## Filmografie (Auswahl)
- 2017: Look Closer
- 2020–2021: Isono (Fernsehserie, 19 Episoden)
- 2022: The Woman King
- 2023: One Piece (Fernsehserie, 2 Episoden)

## Theater (Auswahl)
- 2018: Scene, Joburg Theatre